# دیو، اندر
دیو، اندر (به فرانسوی: Diou) یک کمون در فرانسه است که در اندر واقع شده‌است. دیو ۱۶٫۳۹ کیلومتر مربع مساحت و ۲۸۰ نفر جمعیت دارد و ۱۱۸ متر بالاتر از سطح دریا واقع شده‌است.